# Kamerorkest Pulcinella
Orkest Pulcinella is een Nederlands kamerorkest voor gevorderde amateurmusici. De naam van het orkest is afkomstig van de Pulcinella-suite van Igor Stravinsky die deel uitmaakte van het eerste programma. Het orkest is opgericht in 2005.
Pulcinella repeteert in Utrecht. Concerten worden vooralsnog gegeven in Utrecht (Geertekerk en Leeuwenbergkerk) en Amsterdam (Keizersgrachtcentrum en De Duif). De leden van het orkest zijn afkomstig uit Utrecht en de rest van de Randstad.
Pulcinella stond tot en met het voorjaar van 2012 onder leiding van dirigent Jussi Jaatinen. In het najaar van 2012 was Roland Kieft gastdirigent. In 2013 en 2014 was Gijs Leenaars dirigent en sinds 2014 is Quentin Clare de vaste dirigent.
In het voorjaar van 2010 vierde Kamerorkest Pulcinella zijn vijfjarig bestaan. Het orkest trad toen behalve in de Geertekerk in Utrecht en de Keizersgrachtkerk in Amsterdam ook op in Potsdam en in de kleine zaal van de Philharmonie in Berlijn.

## Overzicht gespeelde programma's
| Seizoen       | Solist                                          | Programma |
| ------------- | ----------------------------------------------- | --- |
| najaar 2005   | -                                               | Igor Stravinski - Pulcinella-suite, Pjotr Iljitsj Tsjaikovski - symfonie nr. 1 "Winterdromen"                                                                         |
| voorjaar 2006 | Pascal van de Velde, trompet                    | Carel Oberstadt - Dolce far Niente, Joseph Haydn - trompetconcert, Dmitri Sjostakovitsj - symfonie nr. 6                                                              |
| najaar 2006   | Martijn Sanders, bariton                        | Felix Mendelssohn Bartholdy - Ouverture Midzomernachtsdroom, Gustav Mahler - Kindertotenlieder, Georges Bizet - symfonie nr. 1                                        |
| voorjaar 2007 | Arno Piters, klarinet                           | Igor Stravinski - Le Baiser de la Fée (suite), Claude Debussy - Rhapsodie voor klarinet en orkest, Johannes Brahms - symfonie nr. 1                                   |
| najaar 2007   | -                                               | Béla Bartók - suite op. 14 (orkestratie Antal Doráti), Pjotr Iljitsj Tsjaikovski - fantasie-ouverture Romeo en Julia, Jean Sibelius - symfonie nr. 3                  |
| voorjaar 2008 | Maija Jaatinen, viool                           | Richard Wagner - Vorspiel und Liebestod uit Tristan en Isolde, Alban Berg - Vioolconcert, Ludwig van Beethoven - symfonie nr. 5                                       |
| najaar 2008   | Maartje-Maria den Herder, cello                 | Wolfgang Amadeus Mozart - Ouverture Die Entführung aus dem Serail, Dmitri Sjostakovitsj - celloconcert nr. 2, Carl Nielsen - symfonie nr. 1                           |
| voorjaar 2009 | Aukelien Kleinpenning, altsaxofoon              | William Walton - Façade 1e suite, William Walton - Façade 2e suite, Claude Debussy - Rapsodie voor altsaxofoon en orkest, Antonin Dvořák - 6e symfonie                |
| najaar 2009   | Cecilia Bernardini, viool                       | Johannes Verhulst - Ouverture Gijsbreght van Aemstel, Johannes Brahms - vioolconcert, Kurt Weill - 2e symfonie                                                        |
| voorjaar 2010 | Ruud Ootes, trompet                             | Stephen Westra - Picasso Polka, Zoltán Kodály - Dansen uit Galanta, Johann Nepomuk Hummel - Trompetconcert, Felix Mendelssohn Bartholdy - Symfonie no. 3 - de schotse |
| najaar 2010   | Sjef Douwes, klarinet en Gaëlle Bayet, altviool | Aleksander Borodin - Polowetse Dansen, Max Bruch - Concert voor klarinet, altviool en orkest, Dmitri Sjostakovitsj - 15e symfonie                                     |
| voorjaar 2011 | Pierre Mak, bariton                             | Benjamin Britten - Four Sea Interludes, Gustav Mahler - Lieder eines fahrenden Gesellen, Charles Ives - Symfonie nr. 2                                                |
| najaar 2011   | -                                               | Felix Mendelssohn Bartholdy - Ouverture Ruy Blas, Eduard de Boer - Blauwvingers, Fantasie voor orkest, Ludwig van Beethoven - Symfonie nr. 7                          |
| voorjaar 2012 | Marieke Steenhoek, sopraan                      | Léon Orthel - Scherzo nr. 2, Hector Berlioz - La morte de Cléopâtre, Jean Sibelius - Symfonie nr. 5                                                                   |
| najaar 2012   | -                                               | Carl Maria von Weber - Ouverture Der Freischütz, Aaron Copland - Dance Panels, Johannes Brahms - Symfonie nr. 3                                                       |
| voorjaar 2013 | -                                               | Darius Milhaud - Le boeuf sur le toit, Maurice Ravel - Le tombeau de Couperin, Robert Schumann - Symfonie nr. 3                                                       |
| voorjaar 2014 | Maaike Poorthuis, mezzo-sopraan                 | Igor Stravinsky - Ode in three parts for orchestra, Tristan Keuris - Three Michelangelo Songs for mezzo soprano and orchestra, Johannes Brahms - Symfonie nr. 4       |
| voorjaar 2017 | Pepijn Meeuws, cello                            | Edward Elgar - Celloconcert, Johannes Brahms - Symfonie nr. 2 |
| voorjaar 2018 |                                                 | |
| najaar 2018   |                                                 | |
| voorjaar 2019 |                                                 | |
| najaar 2019   |                                                 | |
| voorjaar 2020 |                                                 | |
| najaar 2020   |                                                 | |
| voorjaar 2021 |                                                 | |
| najaar 2021   |                                                 | |
| voorjaar 2022 |                                                 | |